# جایزه اپیکا
جایزه اپیکا (به انگلیسی: Epica Awards) جایزه هنر و خلاقیت است که توسط خبرنگاران بخش بازاریابی و ارتباطات داوری می‌شود.
جایزه اپیکا در سال ۱۹۸۷ در پاریس تأسیس شد و هر سال در شهرهای مختلف برگزار می‌شود.